# إغنازيو موسر
إغنازيو موسر (بالإيطالية: Ignazio Moser)‏ هو دراج إيطالي، ولد في 14 يوليو 1992 في ترينتو في إيطاليا.

## وصلات خارجية
- إغنازيو موسر على موقع IMDb (الإنجليزية)

- إغنازيو موسر على موقع أرشيف الدراجات (الإنجليزية)
- إغنازيو موسر على موقع إحصائيات الدراجات الإحترافية (الإنجليزية)
- إغنازيو موسر على موقع CycleBase (الإنجليزية)